# Sandro Calvesi
Alessandro Calvesi, detto Sandro (Cigole, 5 settembre 1913 – Brescia, 20 novembre 1980), è stato un allenatore di atletica leggera italiano.

## Biografia
Allenatore degli ostacolisti e tecnico federale, ha sposato l'ex discobola Gabre Gabric. Sua figlia Lyana Calvesi ha sposato l'ostacolista Eddy Ottoz, medaglia di bronzo nei 110 metri ostacoli ai Giochi olimpici di Città del Messico 1968 e campione europeo a Budapest 1966 e ad Atene 1969, sempre nei 110 m ostacoli, nonché primatista italiano della specialità per 26 anni, fino a quando il suo record venne battuto da Laurent Ottoz, figlio di Eddy e nipote di Calvesi.
Sandro Calvesi ha allenato Guy Drut, medaglia d'oro nei 110 m ostacoli alle Olimpiadi di Montréal 1976, e Armando Filiput, campione europeo dei 400 m ostacoli a Bruxelles 1950.
Nel 1950 ha fondato la società Atletica Brescia 1950. Calvesi chiamò a Brescia campioni come Gino Paterlini, Baldassare Porto, Antonio Siddi, Armando Filiput e Ossena, ma la sua consacrazione come grande maestro delle gare a ostacoli arrivò a metà degli anni cinquanta, quando Giampiero Massardi, un suo allievo bresciano, vinse il campionato italiano dei 110 m ostacoli nel 1955 e 1956.
All'epoca dei Giochi olimpici di Roma 1960 e di Tokyo 1964, Calvesi fu responsabile del settore azzurro degli ostacoli, delle prove multiple e del salto con l'asta. Fu maestro di Roberto Frinolli, Salvatore Morale e Eddy Ottoz.
Intimo amico del giornalista Gianni Brera con il quale trascorse intere nottate a discutere di atletica, di sport e di cultura, e di Giorgio Ercolani, olimpionico di tiro con la pistola alle Olimpiadi di Roma, che di lui disse: Sandro Calvesi è una nobile figura dello sport bresciano.
È scomparso nel 1980 all'età di 67 anni a seguito di un infarto. La sua città gli ha intitolato il campo di atletica di Via Morosini, dove Sara Simeoni nell'agosto 1978, stabilì il record mondiale di salto in alto con la misura di 2,01 m.